# Bodmeri
Bodmeri var lån som togs med fartyg, frakt eller last som säkerhet. Villkoret var att långivaren för att säkra sin fordran endast fick kvarhålla de förpantade (förbodmade) föremålen efter fartygets ankomst till den ort, där resan slutade. Bestämmelserna om bodmeri i sjölagen upphävdes 1938.
För den risk som var förbunden med detta slags lån fick långivaren kräva en särskild avgift, en så kallad premie. Den skuldförbindelse som utfärdades av låntagaren kallades bodmeribrev.
Befälhavaren fick inte ta bodmerilån på fartyg eller frakt i fartygets hemort. På annan ort kunde en befälhavare ta bodmerilån om det behövdes för att kunna fortsätta resan eller säkerställa lasten och dess leverans. Behovet skulle styrkas genom besiktning eller intyg av konsul eller annan myndighet.
Bodmerilån och premie skulle betalas på sjunde dagen efter fartygets ankomst till den hamn, där resan slutat. Långivaren hade rätt att genast efter fartygets framkomst begära kvarstad på de förbodmade föremålen. Inställdes resan innan den börjat skulle lånet samt ränta och 3 procents provision, men inte premien, genast återbetalas. Om resan inställdes senare, skulle premien och skulden betalas på den ort, där resan slutade.
Ordet bodmeri, som härleds av tyska ordet boden eller bodem, mark, botten, särskilt om fartygs botten eller köl, betecknade ursprungligen ett lån, för vilket endast själva fartyget fungerade som säkerhet.